# St. Veit (Crock)

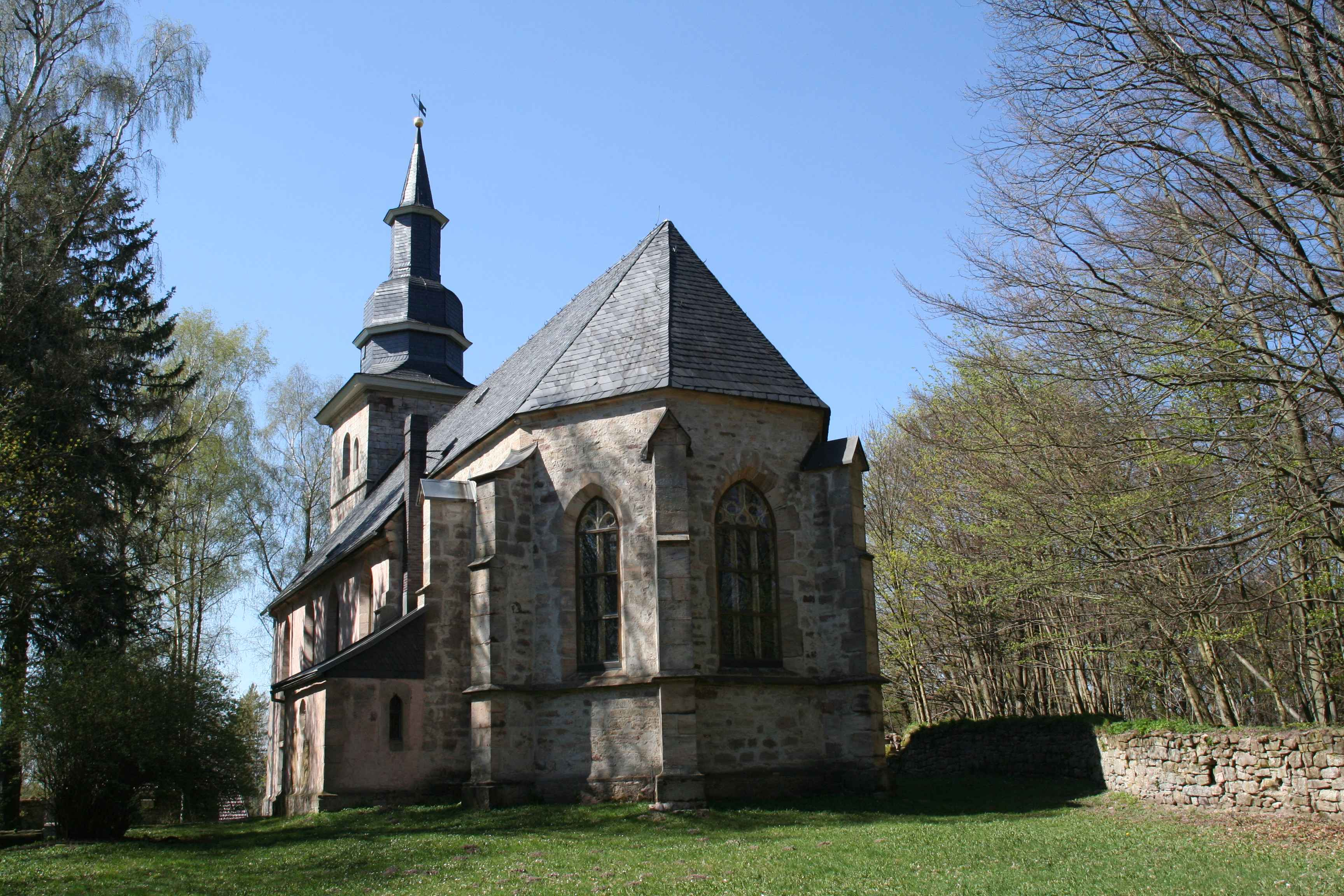
Pfarrkirche St. Veit

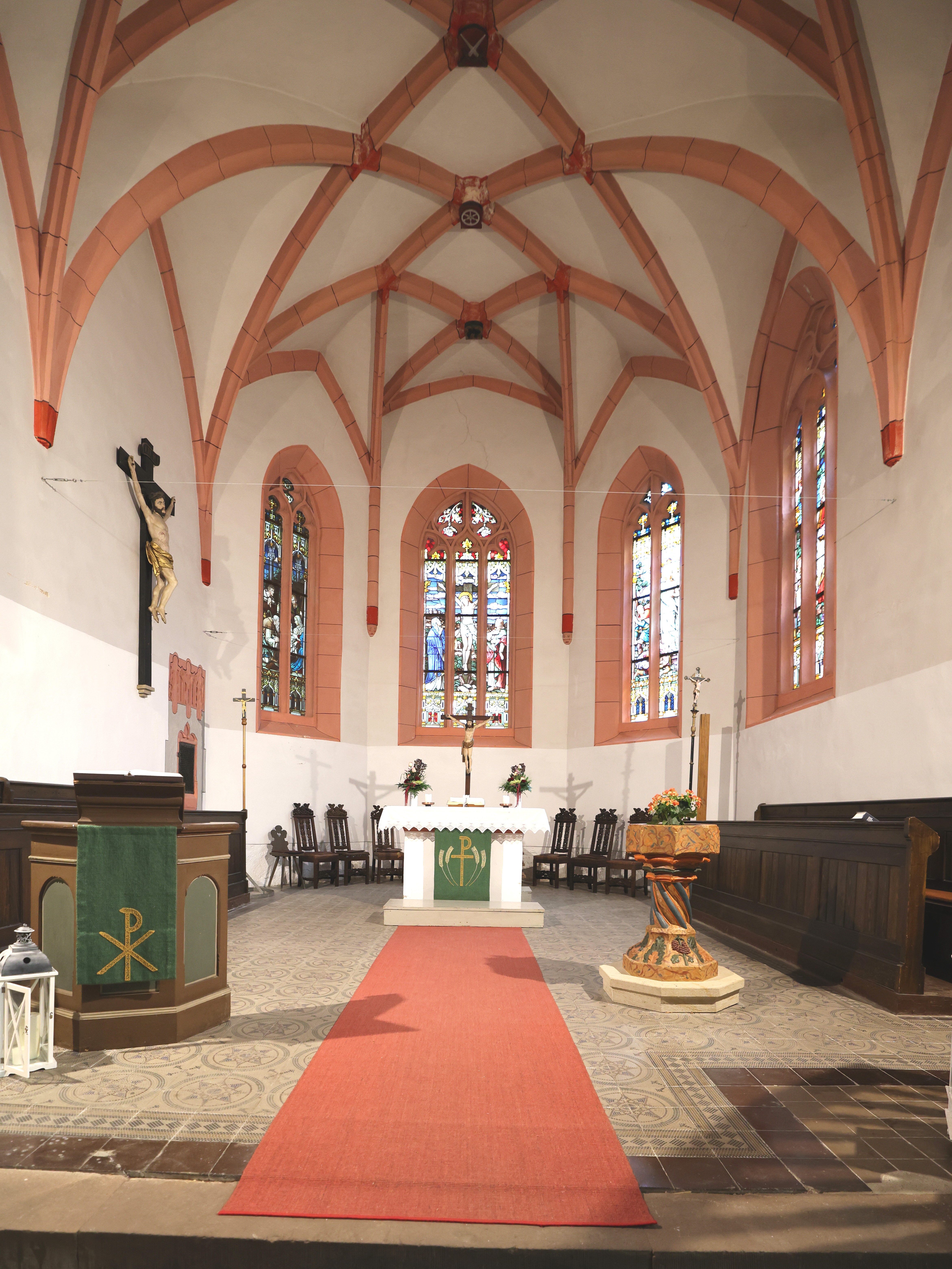
Altarraum

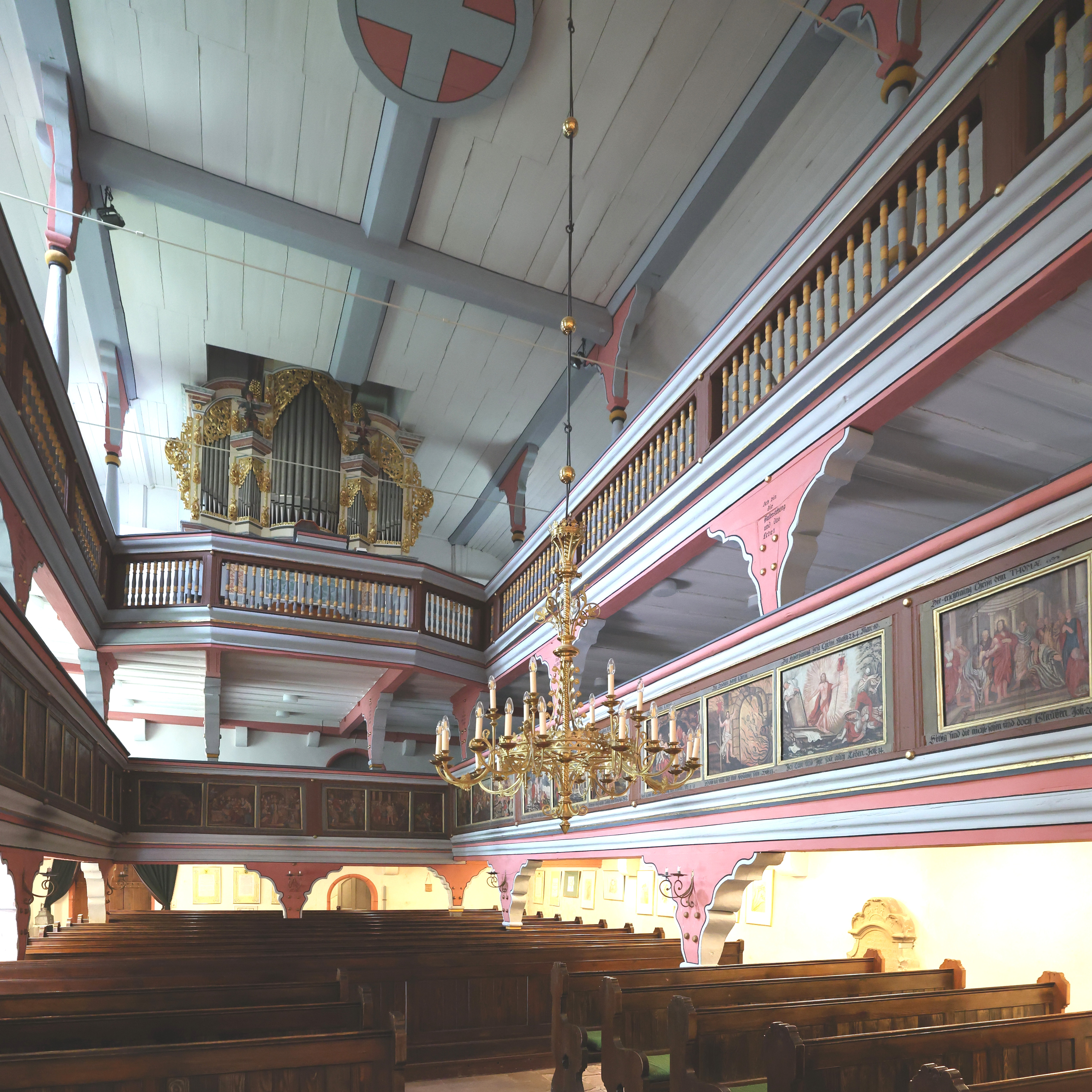
Kirchenraum

Die evangelische Pfarrkirche St. Veit ist ein Kulturdenkmal in Crock, einem  Ortsteil der Gemeinde Auengrund im Landkreis Hildburghausen (Thüringen). Die Kirche befindet sich auf einer Anhöhe, etwa 800 Meter vom Ort entfernt. Sie ist von einer umwallten Wehrmauer mit Schießscharten umgeben.

## Geschichte und Architektur
Der Kirchenreformer Bonifatius stürzte auf der Bergnase Crock das Irminheiligtum und ließ hier drei Kreuze aufstellen.
Vorgängergebäude war eine dem Veit geweihte Kapelle, die im achten Jahrhundert errichtet wurde, ihr Aussehen ist nicht überliefert. Es entwickelte sich eine Wallfahrt.  In einem Register der Lebendigen und der Toten aus dem Jahr 1452 wurden Gläubige erwähnt, die Geld für den Kirchenneubau gegeben hatten. Diese Kapelle wurde auch für Wallfahrten genutzt und wurde nach einiger Zeit zu klein. Mit Hilfe der umliegenden Gemeinden wurde 1489 unter Leitung des Propstes Kilian von Bibra, die spätgotische Kirche auf dem Irmelsberg errichtet. Einen eigenen Pfarrer hatte die Gemeinde zu dieser Zeit nicht, der nächste Geistliche lebte in Eisfeld. Mit der Reformation kam ein evangelischer Pfarrer in die Gemeinde, auf seine Weisung wurden die Heiligenfiguren und der Hochaltar aus der Kirche entfernt. Von der ehemaligen Einrichtung blieben nur der Tabernakel und der spätgotische Taufstein erhalten. Der Umbau zu einer evangelischen Predigerkirche erfolgte um 1559, es wurden die beiden Emporen und das Gestühl eingebaut.
Der Kirchraum hat zwar Holzstützen bis an die Decke, aber deren Positionen sind oberhalb der oberen Empore anders als unterhalb, sodass sich keine Schiffseinteilung durch Arkaden oder Kolonnaden ergibt. Dadurch ist die Kirche in Crock eine Saalkirche und keine der zahlreichen Emporenhallen Thüringens.
Im Laufe der Zeit brannte die Kirche mehrfach aus und wurde immer wieder aufgebaut. Bei der Sanierung im Jahr 1908 wurde die Orgel von 1731 auf die Westempore umgesetzt. Sie wurde  von Johann Christian Dozauer aus Hildburghausen gebaut. Im Zweiten Weltkrieg wurde der Westturm beschädigt und 1946 repariert. Die Schlusssteine der Gewölbe im Altarraum zeigen den Thüringer Löwen, die Kurschwerter, die Henne, das Speichenrad und den Rautenkranz. Das wird als Hinweis auf das Fortbestehen der Wallfahrt gedeutet. In Zeiten der DDR verschlechterte sich der Bauzustand, das Regenwasser drang durch das undichte Dach. Die durch Spenden ermöglichten Sanierungsarbeiten dauerten von 1980 bis 1985. Im Innenraum konnten die Farbfassung aus der Bauzeit freigelegt werden.  Bei dem Umbau im Jahr 1908 waren wegen des Einbaus der Emporen und der Orgel einige Dachbalken entfernt worden. Obwohl das Gebäude durch Zuganker gesichert war, nahm es schwere Schäden am Tragwerk des Daches. Um die Reparatur zu ermöglichen, stellten das thüringische Landesdenkmalamt, die Städtebauförderung, der Kreis, die Gemeinde und die Deutsche Stiftung Denkmalschutz Mittel zur Verfügung. Der vierachsige Saalbau besitzt einen eingezogenen Chor zu zwei Jochen mit 3/8 Schluss.
An der Südseite des Schiffes befindet sich eine Sonnenuhr, deren im Halbkreis angeordneten Stundenziffern die Steinmetze als steirische Zahlzeichen, auch Holmzahlzeichen genannt, in den Sandstein gearbeitet haben.
Die Orgel hat 749 Pfeifen und 13 Register auf zwei Manualen und einem Pedal.